# 神岡區
神岡區，舊稱「新廣庄」，前身「神岡鄉」，位於臺灣臺中市西北部，臺中盆地的北緣，大甲溪下游南岸，大肚臺地的東北方:4:195，產業以製造業為主、農業為輔:36－37。曾為臺中州豐原郡神岡、臺中縣豐原區神岡鄉、臺中縣直隸神岡鄉:30:263，2010年縣市合併後改隸臺中市，為神岡區。
神岡區早期為隸屬平埔族的巴宰族岸裡社人的活動區域:1，由於清領時期時曾多次協助清軍平亂，請領墾地鑿圳闢田，是臺中平原地區開發的起源地。二戰後隨著高速公路交流道的設置、都市計劃的開發與工業區的擴編，在縣市合併前，已連同豐原其它周遭地區定位為中部科技產業與商業政治的核心地帶:1。境內有筱雲山莊、社口林宅等觀光景點。

## 歷史

### 地名由來
神岡區舊稱「新廣庄」，意指「新闢的廣大平原」，而「新廣庄」一詞在狹義上僅指今神岡區庄前里一帶:92。
1760年繪成的《清乾隆中葉臺灣番界圖》中，「成崗庄」一詞已被記載在淡水廳與彰化縣交界（大甲溪）一帶南岸:34，因此成庄時間大約介於1733年至1760年之間，即阿河巴草埔水圳開發後。在1790年的《彰化縣聚落分布圖》中，則被記載為「神降庄」:56。1796年至1820年間，則稱「神崗庄」。而在1836年由周璽纂修的《彰化縣志》中，神岡區一帶已有望樓庄、北庄庄、社口庄、新廣庄、圳堵庄與洪圳頭庄等6個庄名記載，為「新廣庄」一詞首次記載於官方方志文獻上:16－17。此外，在1818年、1841年的土地買賣契約古文書中，也出現「神崗庄」庄前的地名:17。
1958年臺大教授張冬芳與張安平的《嘉應州神崗社張姓族譜》記載，1770年其世祖俊先、俊鳳攜眷入臺，至岸裡社口庄開拓，而鄰近的葫蘆墩（今豐原區）先民認為該地全為粵籍鎮平縣（今廣東省蕉嶺縣）神崗社的移民，故名:92、93。隨後由於閩、粵械鬥，大量泉州人移墾當地，將客家話「神岡」諧音訛傳為「新廣」、「成崗」、「神講」、「神降」等名稱:93。在漢語、臺灣話、客家話中，「成崗」、「神崗」、「新廣」、「新崗」、「神岡」、「神講」、「神降」等詞發音都頗為相似:17。

### 拓墾沿革
神岡區最早原為掌控中部地區的平埔原住民族群巴則海族大社岸裡社所在，康熙38年（1699年）因助官府平吞霄社（今苗栗縣通霄鎮）亂崛起，並在康熙末年請墾包括神岡區在內的廣大土地，是整個臺中地區開拓之始。
後廣東省東部（粵東）客家人張達京入臺，定居於岸裡社，協助岸裡社開墾並鑿水圳灌溉，當時形成的村落有望樓（望寮）、社口（萬興莊）、北庄、浮圳（紅圳頭）等。其中至少北庄、紅圳頭等地，在乾隆末年林爽文事變時，還有北庄當地客家人李喬基（又名李安善），組織過北庄客家義民軍，與鄰近的泉州籍閩南人的泉州義民軍，以及以岸裡社為主的“熟番義民軍”，共同抵禦漳州籍閩南人為主的林爽文勢力入侵今日神岡與豐原區一帶。
清道光年間，因爆發數次全台灣閩客械鬥，神岡客家人逐漸不敵，也使原居台中海線的泉州籍閩南人大量來神岡一帶構居，於是逐漸形成泉州人聚落，當地原有客家人或逐漸被福佬化為福佬客（如神岡三角仔呂家、岸裡社張家等家族），或往北遷徙到今日桃竹苗客家區。

### 區劃沿革
1684年，臺灣納入清朝版圖，分一府三縣，神岡隸屬諸羅縣:44。1723年，彰化立縣，神岡歸屬彰化縣:46。1732年5月，大甲西社平埔族原住民復結沙轆、吞霄等數社圍攻彰化縣垣，由岸裡社第三代總土官潘敦仔協助追剿平反:47。1887年8月17日，臺灣巡撫劉銘傳會同閩浙總督楊昌濬奏請增設臺灣部縣，於彰化橋仔圖地方建立省城，分東北境設首府臺灣府，城郭一帶設臺灣縣，神岡隸屬臺灣府臺灣縣:68。
1895年，臺灣納入日本版圖:70－71。5月21日，臺灣分三縣一廳，神岡隸屬臺灣縣。8月24日，臺灣縣改名臺灣民政支部:22。1896年4月，臺灣民政支部改名臺中縣，屬臺中縣捒東上堡:22。1897年，改為六縣三廳:22，屬臺中縣葫蘆墩辦務署。1898年，改為三縣三廳，屬臺中辦務署葫蘆墩支廳:72。1901年，全臺分二十廳:73，裁撤縣及辦務署，神岡隸屬臺中廳葫蘆墩支廳捒東上堡:94，一部分屬葫蘆墩區，一部分屬社口區，一部分屬三角仔區:2、22。1902年5月20日，將上南坑、翁子社、葫蘆墩、社口、三角仔五區裁併為葫蘆墩、社口兩區:73。1903年6月，將社口區的花眉庄、三角仔區的大埔厝庄分別併入埧雅區、潭仔墘區:94。1920年，全臺分五州二廳，州廳下設市、郡、街庄，神岡屬臺中州豐原郡:76。神岡轄神岡、北、圳堵、新子、山皮、社口、三角子、大社、下溪洲等9個大字:96。
1945年中華民國接管臺灣後，將日治時期的五州、三廳、十一州轄市改為八縣、九省轄市、二縣轄市，神岡庄改制為「神岡鄉」，隸屬臺中縣豐原區。1950年，調整行政區域，全臺分十六縣五省轄市，臺中縣分為臺中、彰化、南投三縣，並裁撤區署，神岡鄉改直隸於臺中縣:30。2010年12月25日，配合臺中縣市合併改制為直轄市，神岡鄉改制為市轄區「神岡區」，隸屬臺中市。

## 地理

### 地形
神岡區位於臺中市西北部，東依豐原區，西接清水區，北隔大甲溪與后里區相望，南鄰大雅、潭子兩區。行政區域形狀略呈四角形，面積共計35.0452平方公里:195。神岡區分為三個地形區，一為北部的大甲溪溪底地區，一為東部的臺中盆地盆底地區，一為西部的大肚臺地地區:196－199。
北部大甲溪溪底地區為大甲溪的舊河道，位於豐原沖積扇的北方，約在100萬年前的遠古時期，大甲溪與烏溪形成聯合沖積扇，將礫石從雪山山脈沖刷而下堆積成為臺中湖盆。後因車籠埔斷層發生錯動，西側的八卦臺地與大肚臺地隆起，形成臺中盆地地形，當時大甲溪的主流河道為今日的筏子溪。隨後古大甲溪持續沖積，逐漸形成豐原沖積扇，其頂點位於豐原區的朴子口，沖積扇南達臺中市區，下游段受后里臺地與大肚臺地阻隔而向西南流入臺中盆地。其後隨著豐原沖積扇礫石堆積高於后里臺地與大肚臺地的鞍部，大甲溪改道恢復西流並下切豐原沖積扇，形成沿岸的河階地形:196。臺中盆地為一細長盆地，南北長約40公里，經豐原、臺中、大里、南投並止於名間，西側有大肚臺地、八卦臺地的傾動地塊屏障，然因地塊東側緩斜，被沖積層覆蓋而使界線不明顯，盆地東西寬度在豐原一帶為9.5公里。在烏溪以北部分，整體地勢由東北（大甲溪河床一帶，標高約230公尺）向西南降低:197。大肚臺地位於大甲溪南邊，係一長方形臺地，南北長約21公里，東西寬約7公里，臺地最高點位於臺中都會公園一帶（標高310公尺），以北地區海拔約200公尺左右，呈廣闊緩起赭土臺地面，東側大部分呈斜坡:198。

### 水文
神岡區位於大甲溪下游地區。大甲溪發源於中央山脈匹亞南鞍部，全長約120公里，上游匯集南湖溪、耳無溪、合歡溪、七家灣溪、斯基郎溪、志樂溪、匹亞南溪等支流，至新高山後始匯聚成大甲溪，流至東勢區後河道轉為南北向而展開寬大河床，進入臺中盆地後流入石岡區附近再轉為東西流向，最後於大安區出海:229。神岡區的農地灌溉用水主要來自葫蘆墩圳幹線及其支線浮圳、新圳，少數則取自於圳堵山腳的山腳湧泉或大甲溪河川地:229、230。葫蘆墩圳乃於清代合併上埤、下埤及下溪洲圳而成，圳長逾40公里，自朴仔籬口引大甲溪水灌溉豐原、潭子、大雅、神岡、北屯等貓霧捒東堡一帶的土地。日治時期則在石岡區大甲溪左岸築笱砌石，截水引入豐原區大湳並分為下埤、東汴、西汴等三大幹線，其中下埤幹線於神岡區社口一帶再分為浮圳支線、中央支線、橫山支線及二小給水路:231－232。

### 氣候
神岡區的氣候屬副熱帶季風氣候，夏季多雨，冬季乾旱。年均溫約為攝氏23.6度，月均溫最高為7月的攝氏28.7度，最低為1月的攝氏16.7度。年平均降雨量約為1,625.7毫米，雨量主要集中於夏季的5至9月:207。

### 人口
根據臺中市政府民政局統計，2024年底神岡區戶數約2.2萬戶，人口計有64,007人，區內人口最多與最少的里分別是社口里與山皮里，2024年底兩里人口分別為9,264人與1,137人。神岡區各里姓氏分布上，庄後、北庄、岸裡等3個里的第一大姓為林姓，圳堵、圳前、新庄等3個里的第一大姓為王姓，大社里的第一大姓為翁姓，其餘9個里的第一大姓皆為陳姓:744。與臺中市山線地區多數行政區相同，神岡區的人口有外流的趨勢，2018年底神岡區尚有65,679人，至2024年底時已下滑至64,007人。2024年底神岡區人口的年齡結構中，幼年人口佔比約為11.59%，壯年人口佔比約為70.72%，老年人口佔比約為17.69%，老化指數約為152.61，在臺中市屬於人口老化程度相對偏高的地區。

## 政治

### 歷任首長
| 任次 | 姓名   | 任期                          | 備註           |
| 1    | 陳嘉和 | 2010年12月25日－2013年7月18日 | 縣市合併後首任 |
| 2    | 陳嘉榮 | 2013年7月18日－2013年7月29日  |                |
| 3    | 劉俊信 | 2013年7月29日－2015年8月24日  |                |
| 4    | 王基成 | 2015年8月24日－2019年2月12日  |                |
| 5    | 劉汶軒 | 2019年2月12日－2023年3月1日   |                |
| 6    | 梁益明 | 2023年3月1日－現任            |                |

### 區政組織

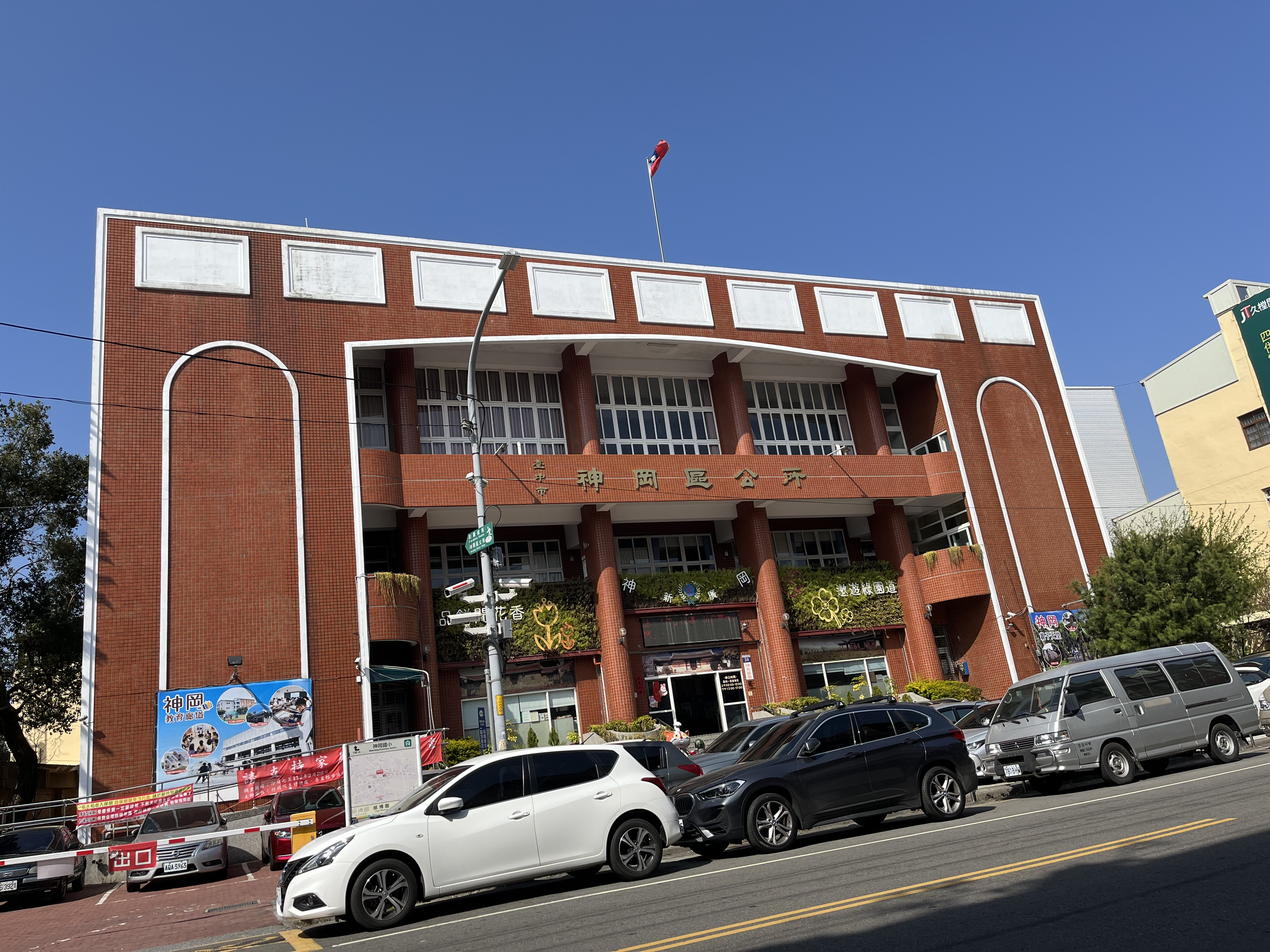
神岡區公所

神岡區公所是臺中市政府在神岡區的派出機關，在中華民國政府架構中為市政府綜理區政的執行機關，上級業務監督機關為臺中市政府。区长由市長任命，其任期為無任期保障。在區長及主任秘書之下，設有5課4室等9個內部單位。

### 行政區
現今神岡區行政範圍的確立，來自於1920年，日本將臺灣十二廳改為五州二廳，設神岡庄屬臺中州豐原郡:262－263。神岡轄神岡、北、圳堵、新子、山皮、社口、三角子、大社、下溪洲等9個大字。1945年，改為「神岡鄉」，屬臺中縣豐原區。1950年，裁撤區署，神岡鄉改直隸於臺中縣:263。2010年12月25日，臺中縣市合併改制為直轄市，神岡鄉改制為市轄區「神岡區」，隸屬臺中市。
神岡區共轄16里，其行政區域分布情形為：
| 神岡區行政區劃 |        |      |        |      |        |      |        |
|                |        |      |        |      |        |      |        |
| 編號           | 里名   | 編號 | 里名   | 編號 | 里名   | 編號 | 里名   |
| 1              | 豐洲里 | 2    | 大社   | 3    | 岸裡里 | 4    | 三角里 |
| 5              | 社南里 | 6    | 社口   | 7    | 神洲里 | 8    | 溪洲里 |
| 9              | 後里   | 10   | 北     | 11   | 前里   | 12   | 神岡里 |
| 13             | 山皮里 | 14   | 圳前里 | 15   | 圳堵里 | 16   | 新     |

### 選舉

#### 立法委員
神岡區與大雅區、潭子區及后里區劃分為臺中市第三選舉區，現任立委是楊瓊瓔。

## 經濟

### 農業
神岡區氣候溫和，夏季雨量豐沛，加上清代時葫蘆墩圳的開發提供灌溉水源，水稻種植豐盛:425－426。日治時期，神岡區配合在來米改良，限定品種栽培，並替除混種，促使在來米收穫量增加約三倍，為葫蘆墩米的重要產區，隨後引進日本種並創造新品種米「蓬萊米」，1933年時神岡區水稻種植逐漸轉變為蓬萊米:426－427。二戰後初期稻米生產面積維持在3,000至3,500公頃左右，1970年代末期開始隨著都市計劃的進行，農業耕地轉為工、商業區使用，及大型交通建設的經過，其生產面積及產量逐年減少:387、428－430。糧食作物主要為水稻，小麥則佔少數:425、432，一般作物以甘藷及玉米為相對多數，大豆則為零星栽種:434－440，落花生、菸草、茶、甘蔗、麻類、樹薯等特用作物為栽種面積極小或無相關統計資料:440－452，園藝作物主要栽培柑橘類、蔬菜類為主，並以荔枝最為重要，其他尚有香蕉、竹筍、蘆筍、甘藍、西瓜、花椰菜、葡萄等:462。

### 工業
神岡區的工業類別主要為金屬製品製造業及機械設備製造修配業:502。1950年代時紡織、肥料、水泥、玻璃、塑膠原料、人造纖維、合板等民生工業產業多由民間中小企業經營，1962年時工廠類別主要以碾米工廠為多數:531－532。其後隨著中山高速公路及其交流道的設立，交通便捷帶動神岡區的工業發展，1980年代較有規模的工業類別是電器、木器、塑膠工廠，並主要分布於豐原聯外幹道及清水聯外道路一帶:532、533。1990年代二級產業人口佔其總就業人口46.40%，類別以製造業的鐵工、塑膠、木材為主，境內工廠主要集中於岸裡、豐洲、社南、新庄等村里:538。2000年代以後的產業類別主要為機械設備製造修配業，其次則有金屬製品製造業、家具及裝設品製造業、木竹製品製造業、塑膠製品製造業、電力及電子機械器材製造修配業等:541－542，此外中部科學園區隨著各間廠商的進駐，其腹地逐漸趨於飽和，也促進了豐洲科技工業園區的開發，作為支援中科及帶動地方傳統產業的升級與創新，以及解決未登記工廠之建場用地需求問題:545－546。

### 商業
神岡區的商業自清領時期以來並不甚發達，現今其商業活動以中山路沿線為主要據點，並以消費型零售販賣、服務業、金融保險等為主，高級品或奢侈品等大型的商業活動仍多需依賴豐原區及臺中市區。1948年商業類別主要為日用雜貨，其次有糕餅業及獸肉業等:597。進入1980年代時，神岡區的商業大半分布於神岡、北庄、圳堵、社口、岸裡、豐洲等村里，並以區公所附近的神岡路、中正路一帶最為繁榮，主要供應當地居民日常生活必需品及經常性物品的需求:598。2000年代後隨著連鎖超市與24小時便利商店的設立，提供數種便民服務，也逐漸取代早期雜貨店的功能:600－601，金融保險、不動產服務及消費性商家則為成長較為顯著的商業類別。

### 金融業
神岡區的金融業大致可分為郵局、神岡區農會、合作金庫神岡分行及新式銀行:601、604，其中神岡區農會屬於較為重要的金融機構:601，現存的新式銀行則有台中商業銀行神岡分行:605。
神岡區最早農民相關組織成立於1915年，名葫蘆墩興產信用組合，設址於葫蘆墩。1920年1月4日，設置神岡事務取扱所:471、593。1920年，增設神岡出張所:593。1921年6月，成立神岡信用組合:471、594。1922年，葫蘆墩興產信用組合改名有限責任豐原信用組合:593。1924年1月25日，總代會議決以業務區域改為街庄單位，復於1924年3月底裁撤神岡事務取扱所。1930年，神岡信用組合因內部人謀不臧而宣告倒閉。1933年，重新成立新興信用組合，設址於豐原街:469、594。1943年，改組神岡庄農業會，並將會址遷至神岡街:471、594。之後經歷神岡區各階段改制變更，經歷過神岡鄉農業會、神岡鄉合作社、神岡鄉農會:471。2002年7月16日，信用部受讓合作金庫銀行神岡分行:472、604。2009年8月3日，恢復設立農會信用部。至2010年後，神岡鄉農會改名神岡區農會。為提供鄉民服務，設有信用、保險、供銷、推廣、會計、會務、資訊等部門，並陸續成立社口辦事處、豐洲辦事處、圳堵辦事處、岸裡辦事處等:472，以及信用部豐洲分部、社口分部等。

## 文化
神岡區的民間宗教信仰，大致不分派別，主要以儒家倫理思想為基礎:1053。其祭祀主神有李府仙祖、天上聖母、釋迦牟尼佛、張府天師、關聖帝君、包王爺、五府千歲、保生大帝、七府千歲、玉皇大帝、福德正神、鍾馗爺爺、李姑娘、三府千歲、軒轅黃帝、瑤池金母、三官大帝等:1093。神岡區特有的信仰文化，包括位於圳堵里的張天師廟、神岡里的李仙祖廟、岸裡里的包公廟及溪洲、神洲兩里的七府大人等:1077。神岡區的佛教信仰分為慈光寺、豐原講堂、慧光寺等3間佛教寺院:1061－1062、1093。神岡區的基督教信仰分為台灣基督長老教會大社教會、神岡教會、台中市召會神岡會所以及台灣信義會圳堵教會等4個教會:1062。位於圳堵里的妙乘法苑為神岡區唯一的藏傳佛教（密宗喇嘛）寺院:1064。

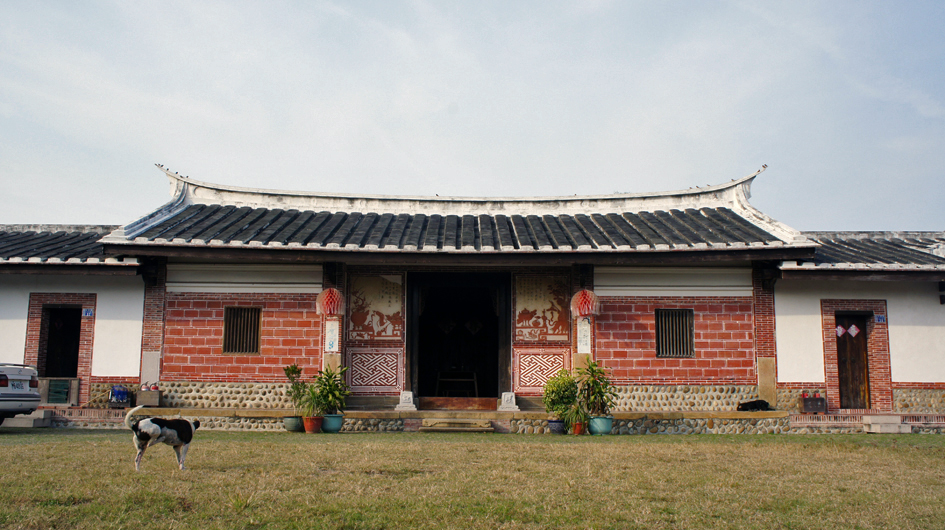
神岡呂家頂瓦厝

神岡區內由政府機關所指定的文化資產包括三處市定古蹟、二座歷史建築、一項傳統工藝以及一處文化景觀，其中隸屬市定古蹟之一的神岡呂家頂瓦厝是神岡區歷史最悠久的文化資產，位於葫蘆墩圳社皮、南門等兩條灌溉線交夾地區中央:1156、1157，建築格局配置為一座二進落左右各一道護龍形成的四合院，是以卵石為基礎而成的建築:1157，且為目前臺灣中部尚存的第一代客籍移民建築較早的案例之一。呂家頂瓦厝建成於1826年左右，係由三角仔呂家13世的呂光明及14世的呂世芳完成，為呂家渡臺後在三角仔所建的第二座宅第。頂瓦厝原為三角仔呂家中心所在地，隨後受到戴潮春事件的影響，頂瓦厝遭到破壞，導致呂家族人在事件後陸續遷出:1154。之後日治時期期間，頂瓦厝的番號產權陸續轉移他人，日治中晚期的頂瓦厝僅有呂樹林派下仍然活躍:1154－1155。直到呂樹林逝世後，呂家族人再度陸續遷至外地居住，促使頂瓦厝逐漸呈現閒置狀態，其後又因建築材料及結構體弱化，以及九二一大地震造成嚴重的破壞，經由相關單位整修後而成為神岡區重要的文化資產:1155－1156。

## 教育

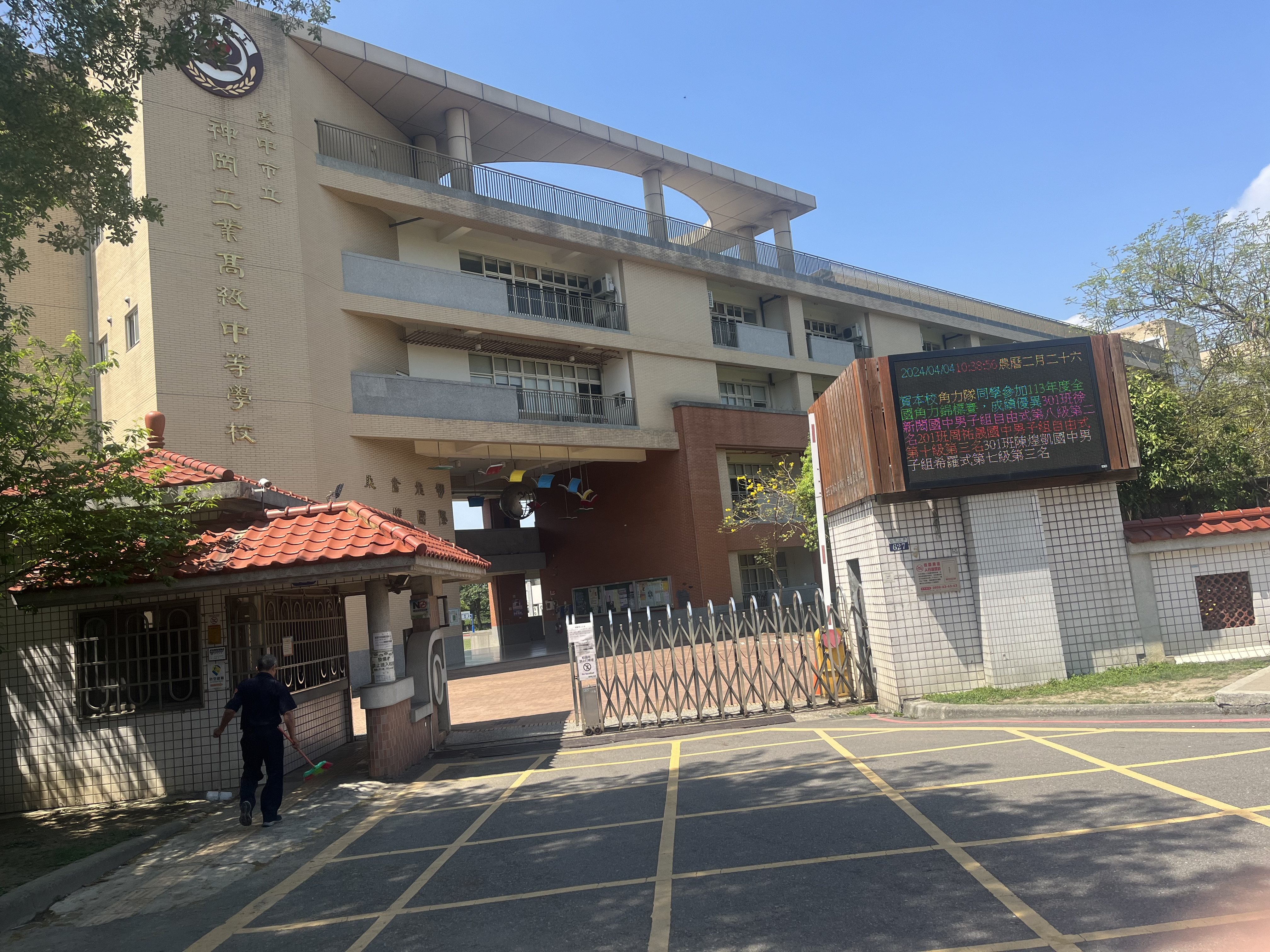
神岡高工

清領時期，臺灣教育大致可分為府縣儒學、書院、社學、義學、私塾及西學等六類教育機構與型式，此時神岡的教育主要為大家族的私人書塾及社學，係聘任教師教導族人子弟，再廣及鄰近地區的向學者，包括三角仔呂家筱雲山莊的筱雲軒、社口林家的大夫第、培遠堂及北庄林家書房等較為著名的教育場所，皆各聘有教師開堂講學:788、800。社學方面，1785年已有大社庄岸裡社成立社學，作為番人的教育機制:802、803。1836年，三角仔呂家成立文英社梓潼帝君會，是神岡最早具有規模性的教育機構:786、800。1869年，改在今岸裡里興建文英社，並訂定各種獎勵讀書進修的規章。1876年，文英社聘請名舉人吳子光設帳講學，並造就進士丘逢甲、舉人呂賡年、秀才謝道隆、呂汝玉等人，逐漸帶動神岡的教育風氣。隨後神岡境內有多處私塾、書房作為傳承漢人文化的教育場所:786。
1895年日本治臺後，以明治維新時期吸取西方國家辦理學校教育的經驗，在臺積極推行新式的學校教育活動:814。1896年5月，日本人在全臺設立14所「國語傳習所」，為臺灣公學校之始端:816。1898年，臺灣總督府公佈〔臺灣公學校規則〕，乃將恆春、臺東除外的所有臺灣「國語傳習所」改為「公學校」:817。日本人在神岡區共設立4所公學校:817，分別是1898年4月20日成立的臺中國語傳習所葫蘆墩分教場（今豐原區豐原國小）:830、1901年6月21日成立的神崗公學校:832、876、1916年4月1日成立的葫蘆墩公學校大社分校:843、887與1922年4月1日成立的岸裡公學校下溪洲分教場:843、848、900。1898年10月1日，臺中國語傳習所葫蘆墩分教場改制為「葫蘆墩公學校」，校址為岸裡大社旁的文昌廟，是神岡區現代教育的最早發源地。隨後又於1899年3月將校址移至葫蘆墩街上的魏王公廟:830。1902年，葫蘆墩公學校神崗分教場獨立為神崗公學校:876。1918年4月1日，葫蘆墩公學校大社分校獨立並改名為「岸裡公學校」:843、887。1921年12月31日，神崗公學校改名「神岡公學校」:835、876。1922年，公佈新〔臺灣教育令〕，修正常用日語之臺籍家庭子弟亦可申請就讀小學校:817。至1930年起，開始廣設國語講習所、簡易國語講習所與國語普及所:814。1934年3月28日，岸裡公學校下溪洲分教場獨立為「豐洲公學校」:844、848、900。1939年，日本人為改善臺籍小學生的教育政策，乃制定義務教育實施要綱，並於1943年正式實施六年制義務教育:817。1941年4月1日，神岡公學校改為「神岡國民學校」:835、876，岸裡公學校改為「岸裡國民學校」:844、887。1942年4月1日，豐洲公學校改為「豐洲國民學校」:849、900。
1945年二戰後，國民政府調整全臺各地學制，中學採用三三制，分為初級與高級兩段:924，並於1946年廢除日治時期設置的「青年學校」:875。1956年11月22日，豐原中學設立神岡分校:924。1957年11月，豐原中學神岡分校獨立為神岡初級中學:870、924－925。1958年9月1日，神岡國民學校設立圳堵分校:910。1959年2月1日，岸裡國民學校設立社口分班:917。1960年9月1日，岸裡國民學校社口分班改制為社口分校:917。1961年8月，岸裡國民學校社口分校獨立為社口國民學校:887、917，神岡國民學校圳堵分校獨立為圳堵國民學校:910；9月1日，神岡國民學校圳堵分校獨立為圳堵國民學校:876。1968年，實施九年國民義務教育，分別將國民學校、初級中學改為「國民小學」與「國民中學」:875－876、925。2005年8月，設立神圳國民中學:870、934。2020年8月1日，神岡國民中學增設高中部技術類科，改制為「臺中市立神岡工業高級中等學校」。
神岡區現有1所高級中等學校，為臺中市立神岡工業高級中等學校（附設國中部）1校。其他公立教育機構計有臺中市立神圳國民中學等1所國民中學:924－937，臺中市神岡區神岡國民小學、臺中市神岡區社口國民小學、臺中市神岡區圳堵國民小學、臺中市神岡區岸裡國民小學、臺中市神岡區豐洲國民小學等5所國民小學:875－923及臺中市立圖書館神岡分館等1所社教機構:943－951。

## 交通

### 公路

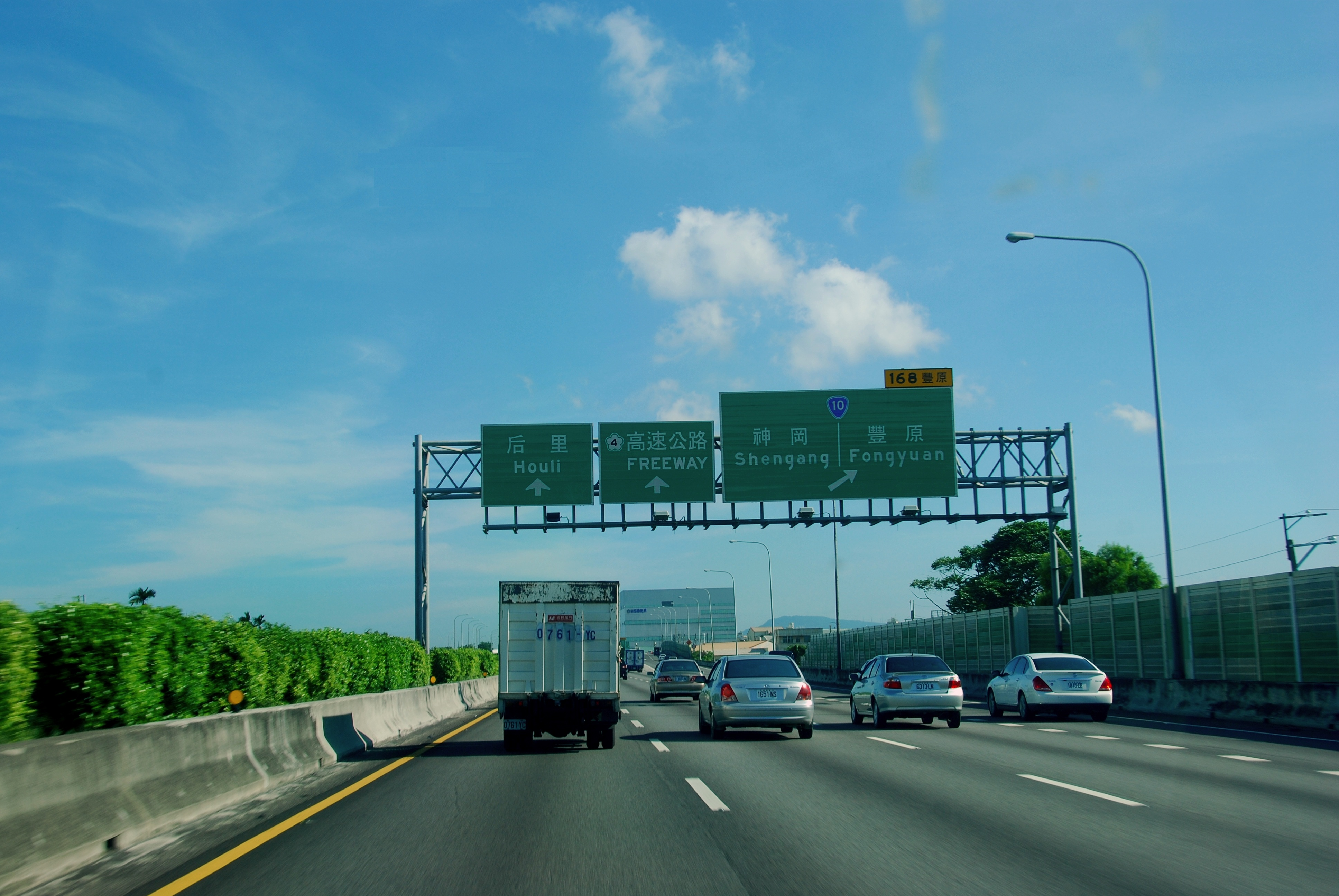
國道一號豐原交流道

神岡區境內有2條國道高速公路通過。中山高速公路豐原交流道（168）位於神岡區岸裡、社口兩里交界，連接中山路，為臺中市北部各區進出高速公路的門戶之一:636。台中環線神岡交流道（9）位於神岡區圳前、溪洲兩里交界，連接三民路，聯絡臺中市西北部各區:636－637。此外，2條國道高速公路透過位於神岡區溪洲、神洲兩里交界的台中系統交流道互相連接，作為方便中山高速公路、福爾摩沙高速公路、台61線、台17線、台1線、台3線之間的聯絡通道:637。

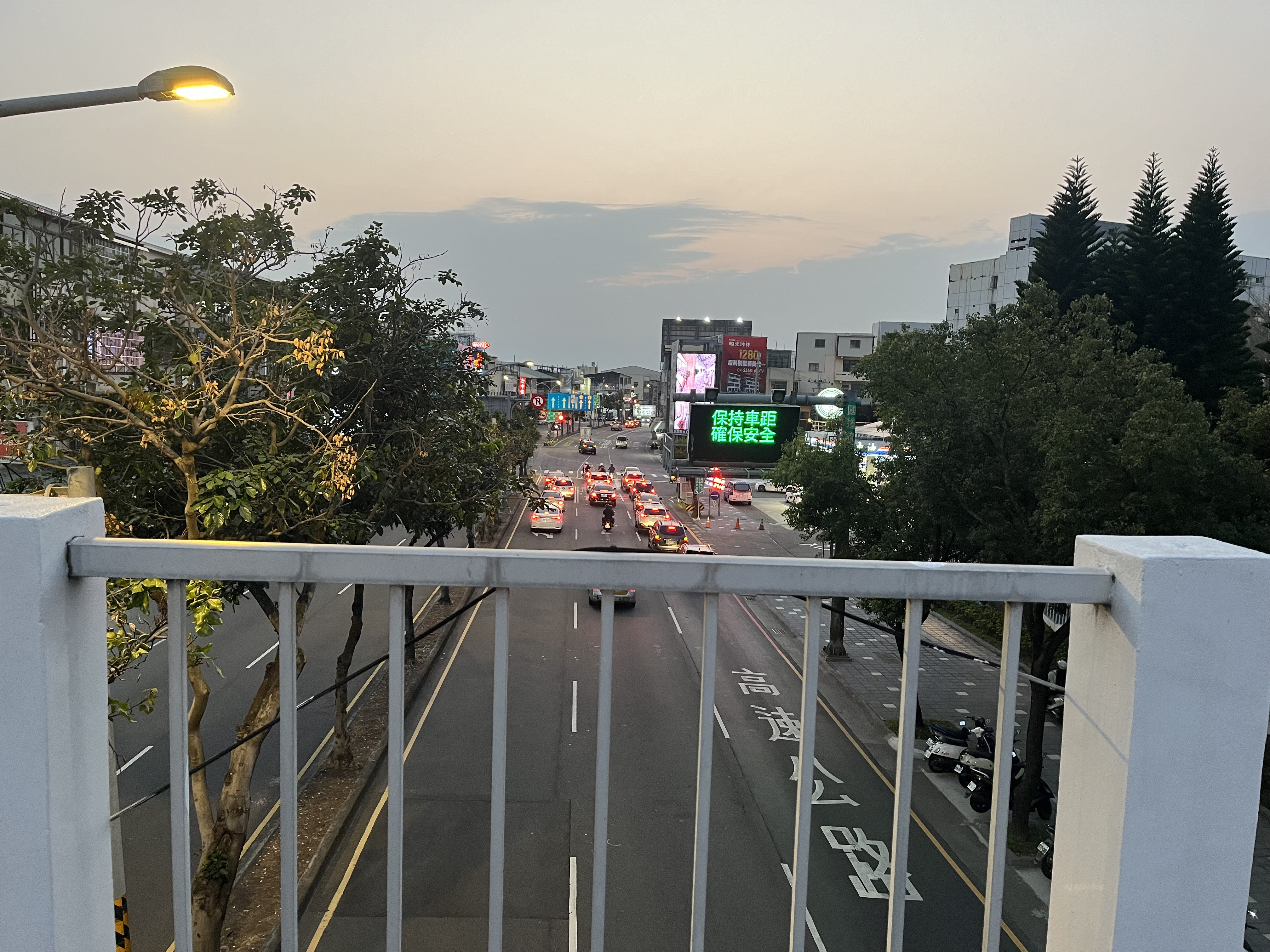
省道台10線（中山路）行經岸裡國小一景

神岡區境內共有省道1條。台10線即民生路、中山路，由此道路往西南可通往大雅區並與中清路連接，往東則可通往中山高速公路豐原交流道與豐原區:628、637。
神岡區最重要的東西向聯外道路，是由中77線、中78線、台10線等所組成的中山路，在第三次《變更神岡擴大修訂都市計畫》中，中山路以東西向橫貫計畫區中央，兩側多為神岡主要都市發展地區，在神岡都市計畫區中的路段路寬大致為18至30公尺，往東可接國道一號豐原交流道與豐原區中正路:628、631、637。最重要的南北向聯外道路是被納入中79線一部分的和睦路、三民路、三民南路，道路以南北向縱貫神岡都市計畫區西面，北段由圳堵西轉並接中73線沿大甲溪南岸可通往清水區，中間路段有一條向西分歧道路可通往清水區東山里，另一條向東北分歧道路則可銜接台中環線神岡交流道，往南則可通往大雅區，路寬大致為15至30公尺:628、637、638。次要的南北向聯外道路是被納入中77線一部分的和平路，沿清泉崗機場東側通行，往南可通往大雅區，路寬為20公尺，為清泉崗機場進出中山高速公路的捷徑之一:629、637－638。中74線南段為厚生路，往北可接由中72線、中74線組成的豐洲路及被納入中72線一部分的神洲路東通豐原:638。中85線即昌平路五段，在神岡區境內路段舊稱「民族路」，往南可通往大雅區、潭子區東寶里、北屯區等地:638。國道四號神岡交流道聯絡道路即后神路，路寬約29公尺，初期路段僅有東西向銜接國道四號與三民路:628，隨後2016年10月配合花博聯外道路需求，開闢神岡交流道至后里區甲后路（市道132號）路段，全長約為4.4公里，2017年9月21日完工通車，2018年正式編為中133線。
其他道路
- 中81線（東洲路）
- 中82線（三社路、三社東路）
- 中83線（大明路、大洲路、大豐路五段）
- 豐工路：往豐洲科技園區主要道路。

### 公車
臺中市市區公車經過神岡市區最主要的路線有14路（干城站－舊庄）與91路（新社山環線，舊庄－中興嶺停車場）等兩條路線，前者可遠通臺中市區，後者則可遠通石岡、新社等地，全區約有超過20條公車路線可供當地居民搭乘及轉乘之用。中山路東半段（台10線路段）的社口、岸裡等地因地處交通要衝，公車路線數量較多，東南部的三角里有12路（明德高中－豐原高中）、63路（翁子－宜寧中學）、65路（南區公所－潭雅神綠園道，含副線、繞駛線、延駛線）、700路（崇德幹線，不含跳蛙公車）、920路（八方國際夜市－育賢環中東/西路口）、921路（豐原轉運中心－捷運北屯總站）等6條公車路線行經，西北部的圳堵、新庄等地有14路、91路、98路（舊庄－普濟寺）、182路（豐原轉運中心－新庄－清水）、183路（豐原轉運中心－新庄－臺中港郵局）等5條公車路線行經，東北部的溪洲等地則有218路（豐原轉運中心－神岡區公所）、989路（翁子－圳前仁愛公園，含延駛線）等2條公車路線行經。
臺中市小黃公車是由臺中市政府交通局推動的公車系統之一，於2017年4月1日啟用，路線皆採固定時間發車且免費搭乘，乘車需於前一天預約，預約人數較多時則安排多輛計程車以提供載客服務，當中僅無臺中市市區公車行駛、停靠之路段可隨招隨停，以擴大公共運輸服務範圍至年長者、行動不便、偏遠地區、攜帶大型行李的民眾。行經神岡區的小黃公車路線有黃22路（下舊庄－大雅）等1條，提供圳堵、新庄、圳前、神岡、北庄、庄前等6個里的居民搭乘。
此外，另有國道客運1617路（臺北－豐原－東勢）行經神岡區東部的岸裡國小一帶，可由分別位於臺北市大同區、新北市三重區、桃園市龜山區的臺北轉運站、重陽站、桃園長庚轉運站等北臺灣的客運轉運站購票搭乘前往當地。

### 郵電
臺灣郵政始於清領時期，清廷在臺設置鋪遞制度，以舖兵走遞的方式傳送官方軍書或公文。牡丹社事件發生後，欽差大臣沈葆楨將鋪、鋪兵改為站、跑勇。1888年，劉銘傳改驛為郵，在臺北府城成立「郵政總局」，公文、商民私信分別粘用臺灣郵票、郵政商票。不過由於當時葫蘆墩周遭地區屬於文報稀少的地區，遞送的站夫較少，且因當時神岡的經濟仍以農業為主，軍書、公文與商民私信較少，無站鋪設置:662。
日治時期，1895年，日軍在臺設置野戰郵便局，由第五野戰郵局「大甲局」負責葫蘆墩周遭地區的郵件收攬投遞業務。1896年，配合行政區的劃分，設置「臺中郵便電信局」，兼辦郵便與電信的業務。1897年，設立「葫蘆墩郵便電信局」，初期為二等局一處，後改為三等局、出張所，神岡被納入其業務轄區。1899年，葫蘆墩通信取伋開始:662。其後隨著輕便車及鐵路的延伸與普及，郵遞方式逐漸改為快速遞送。至二戰結束前，神岡屬於豐原郵便電信局的投遞區域:663。
二戰後，1958年9月1日，正式設立神岡郵局，為豐原郵局的支局之一:663。1959年10月18日，設立神岡豐洲郵局。1961年曾在圳堵增設四等局一所，但已於1966年時裁撤。之後為配合神岡的工商發展，增設神岡陽東郵局、神岡圳堵郵局、神岡社口郵局、神岡岸裡郵局等4間郵政機構:663。其中原有的神岡陽東郵局已於2011年3月1日遷至沙鹿區並改名「沙鹿北勢郵局」。
電信方面，日治初期，電信業務皆由郵便局兼掌:665。神岡的電信事業始於1899年3月31日，葫蘆墩的電線建築工事竣工，啟用「電話」業務，隨後復於1902年11月14日啟用「電報」業務:666。
二戰後初期仍沿用舊制的郵電合辦，直至1949年實施郵電分辦，成立豐原電信局，屬臺灣電信管理局，核定為三等甲級局，負責豐原、神岡、大雅等行政區與石岡一部份的地區的電報與電話業務。1974年，豐原電信局將潭子、后里等行政區納入營業區域。1977年，豐原電信局在神岡的北庄設置移動式拖車機房，提供3,000個門號的電話。1984年設立固定機房，擴大到20,000個門號，而在通訊設備方面則是將原本的機械式改為交換機。1990年左右改為電子式交換機，2001年改為數位式交換機:666。

### 公共自行車
臺中市公共自行車租賃系統（iBike）是臺中市政府推動的公共自行車租賃系統，2013年6月開始規劃建置，2014年7月18日開始營運，2017年5月16日使用次數突破一千萬人次，神岡區則於2018年5月21日正式引進YouBike1.0系統，並於2021年7月23日引進YouBike2.0系統，2023年6月28日全面停止營運YouBike1.0系統，改為僅營運YouBike2.0系統。資料截至2024年12月31日，YouBike2.0系統已於神岡區設有16個站點，並可甲地租車、乙地還車，提供民眾租借使用。

## 景點及文化資產
- 潭雅神自行車道：又稱「潭雅神綠園道」，是一條利用臺鐵的軍用舊鐵道神岡支線改建而成的自行車專用道，於2004年5月1日改闢完成[22]:652[32]:1205，全長約13.1公里，自潭子區中山路（台3線）起經豐原、神岡、大雅等3個區到清泉崗為止，西端亦可連接到中科自行車道[56]，兼具交通與休憩功能[22]:628－629、637。

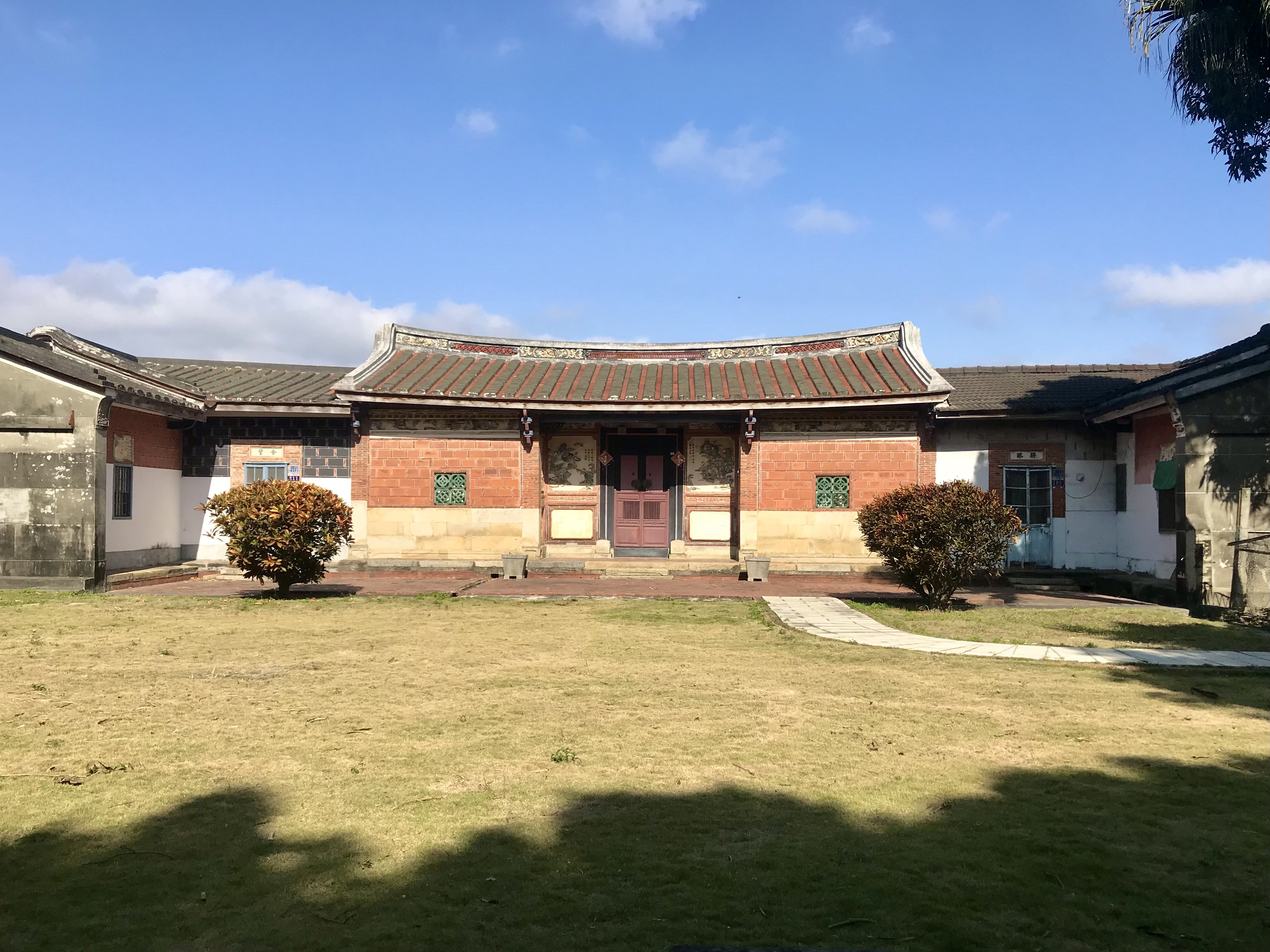
筱雲山莊篤慶堂

- 筱雲山莊是位於神岡區三角里大豐路上的市定古蹟[57]，建成於1866年，興建傳說之一係呂炳南為奉養母親而所興建[32]:1121、1122[58]，主體建築為一座二落多護龍格局的四合院，左右各有三條護龍，中間以過水亭相接，最初創建部分主要為第一進門廳門額題為「篤慶堂」以及門樓等兩個部分，中門兩旁牆上安置豐富的交趾燒裝飾，左右分別為「漁樵耕讀」、「琴棋書畫」[32]:1122[59]。隨後復於1878年，呂家為滿足家族成員成長而增建左右兩道外護、筱雲軒、樓仔（迎賓樓）、埕右建築、門樓右建築等[32]:1126[58]。日治時期後的增建，採用了洗石子及磨石子的技巧，引進西洋式造型，包括半月池的欄杆，即是透過洗石子所建造，此外也增建了篤慶堂左前方的水圳兩側的和洋混合風格建築鄰接門樓與後方的呂柏齡宅邸[32]:1129。筱雲山莊的建築群體是臺灣少數自清領時期至日治時期間均完整保存的宅第建築，並記述臺灣重要鄉紳自傳統中國清代至日治工業化期間，生活空間形式的演變歷程[32]:1134。
- 岸裡社古碑亭（岸裡文物藝術館）
- 社口大夫第（神岡庄長－林振芳故居）
- 紅圳頭義民祠
- 慧光寺[60]
- 朝清宮天師廟
- （關聖帝君廟）
- 山皮寶山宮（保生大帝廟）
- 岸裡文興宮（包府千歲廟）
- 社口萬興宮（天上聖母廟）
- 神岡敘緣宮(臺中忠福堂豐原金虎爺分會)
- 圳堵張氏宗祠[61]
- 豐洲公園
- 圳堵公園
- 臺灣氣球博物館（氣球工廠）：世界生產量最大的氣球工廠
- 社口犁記張餅店本舖（岸裡社文化節－四月）
- 神岡浮圳
- 社口警察官吏派出所

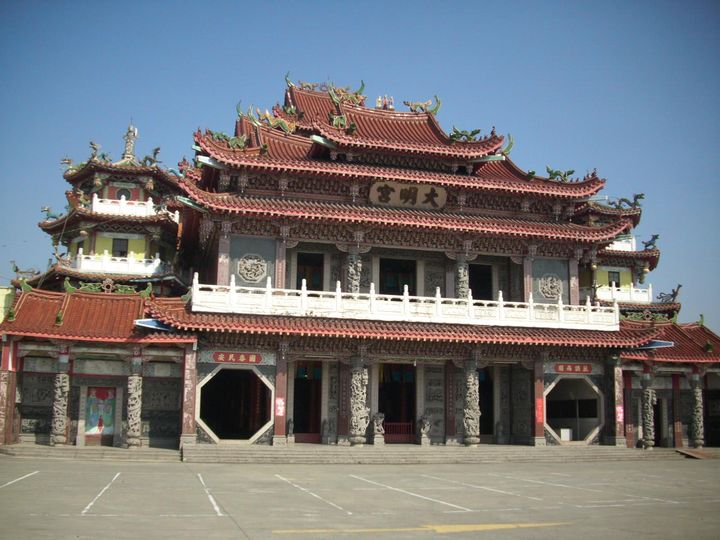
豐洲大明宮奉祀關聖帝君，廟旁為豐洲公園。
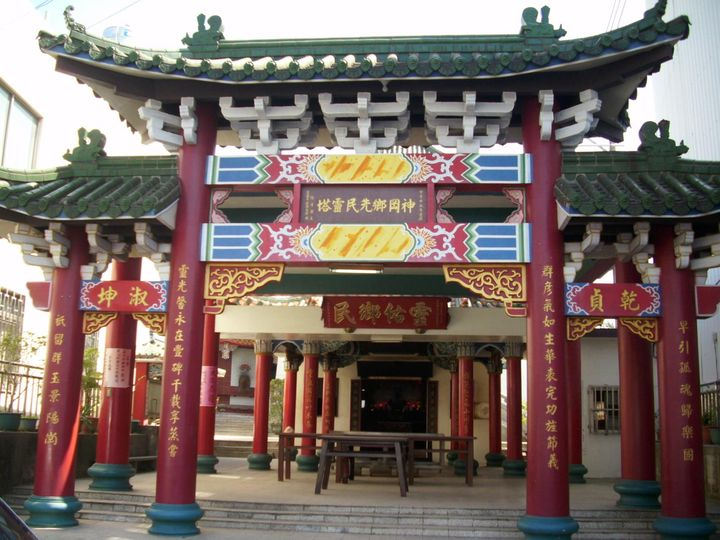
社口先民靈塔
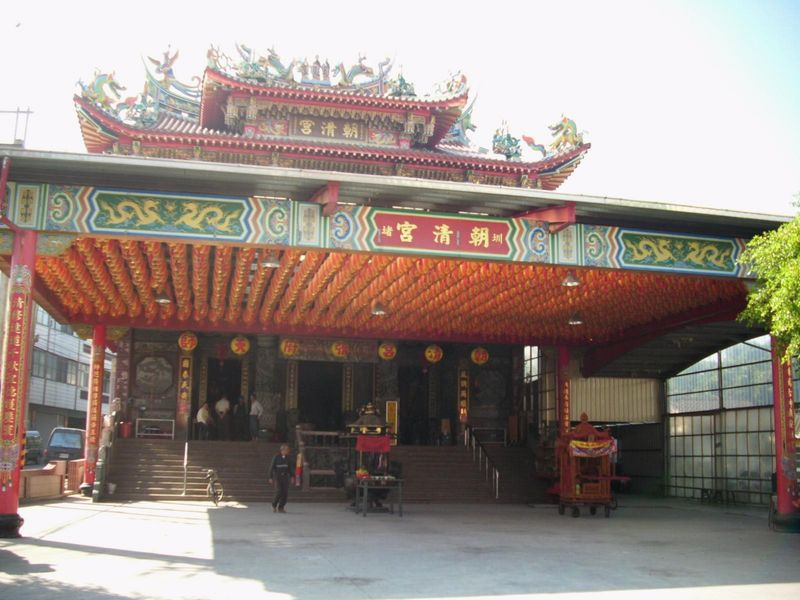
圳堵地區朝清宮天師廟
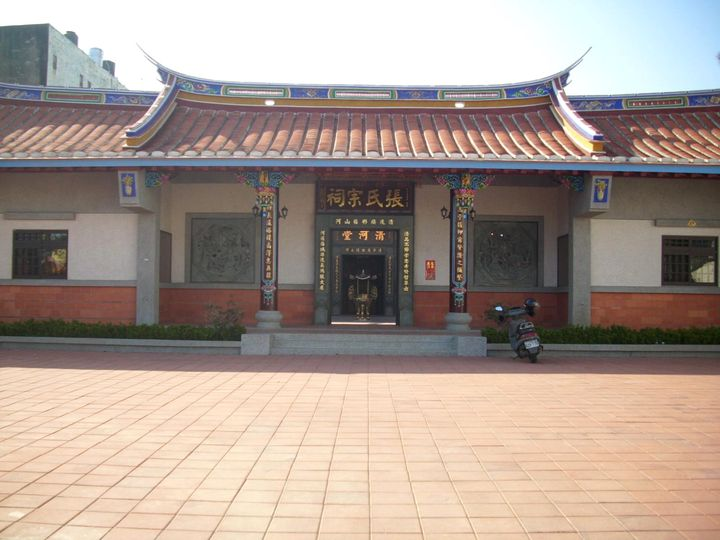
圳堵張氏宗祠－張趨祭祀公業
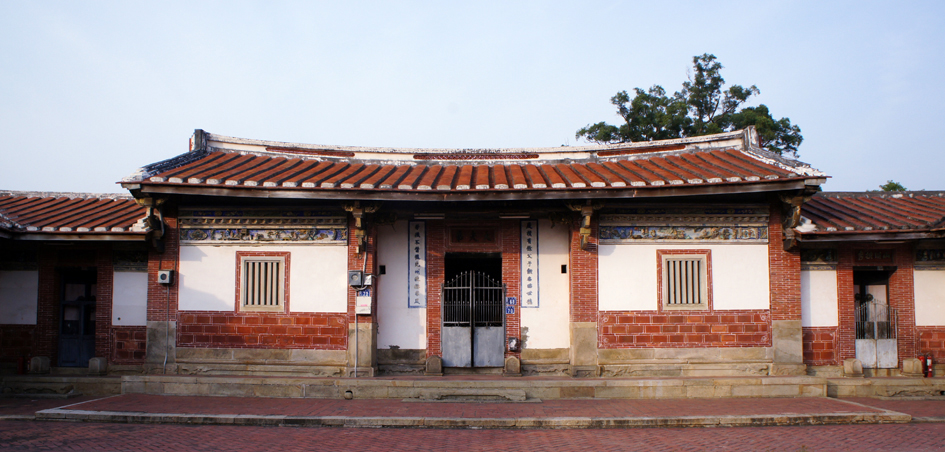
社口大夫第
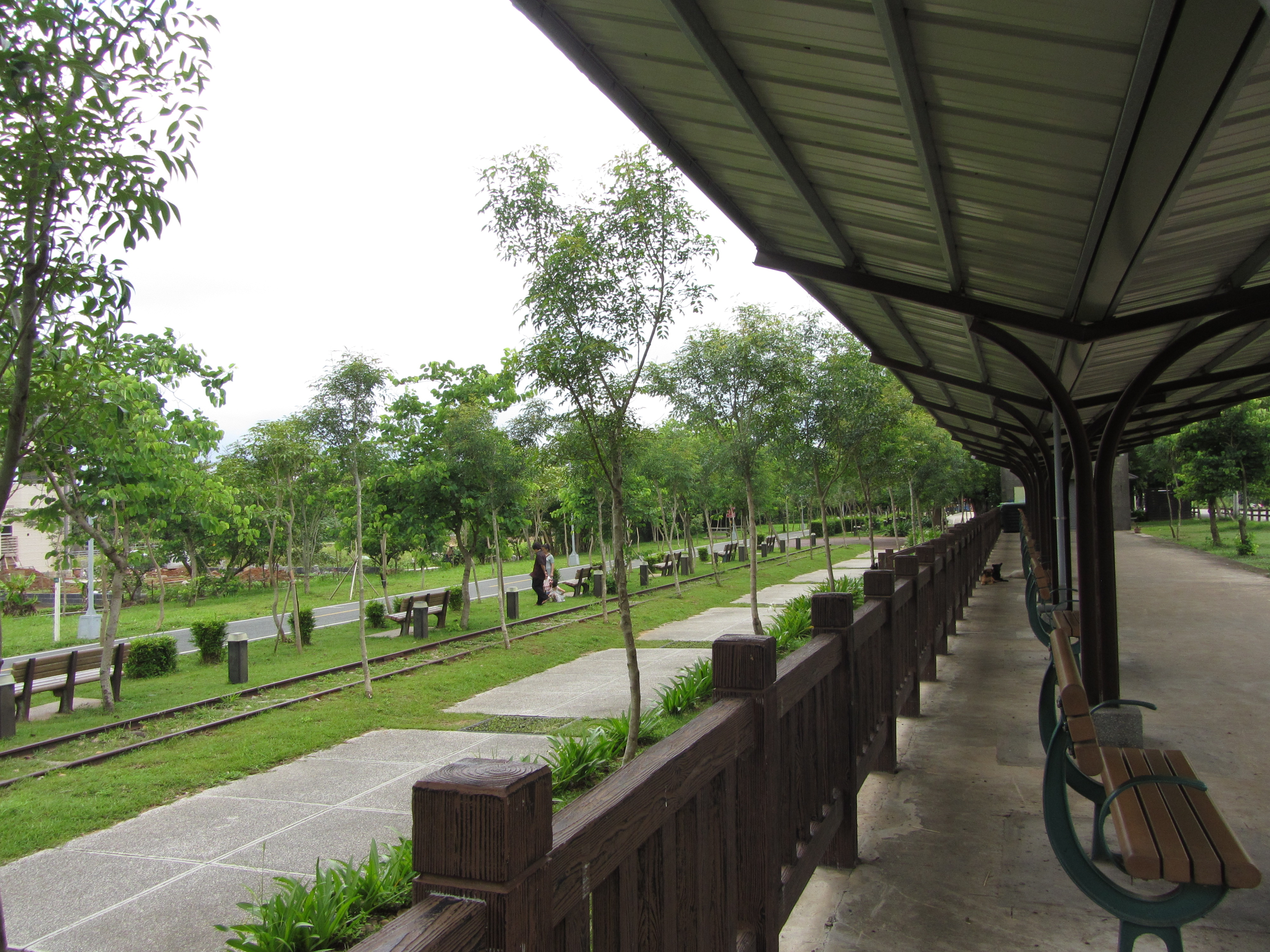
神岡車站
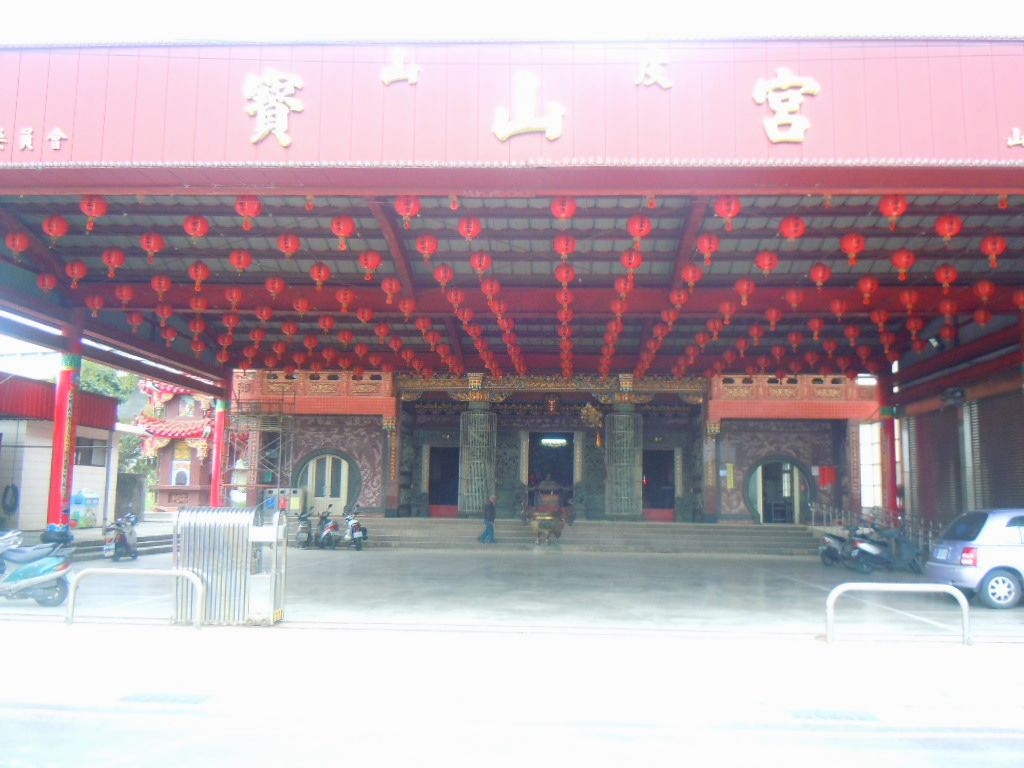
位在山皮里光復路，主祀保生大帝，為同安縣陳氏先祖創建。

## 外部連結
- 神岡區公所 （页面存档备份，存于）